# Shunet El Zebib

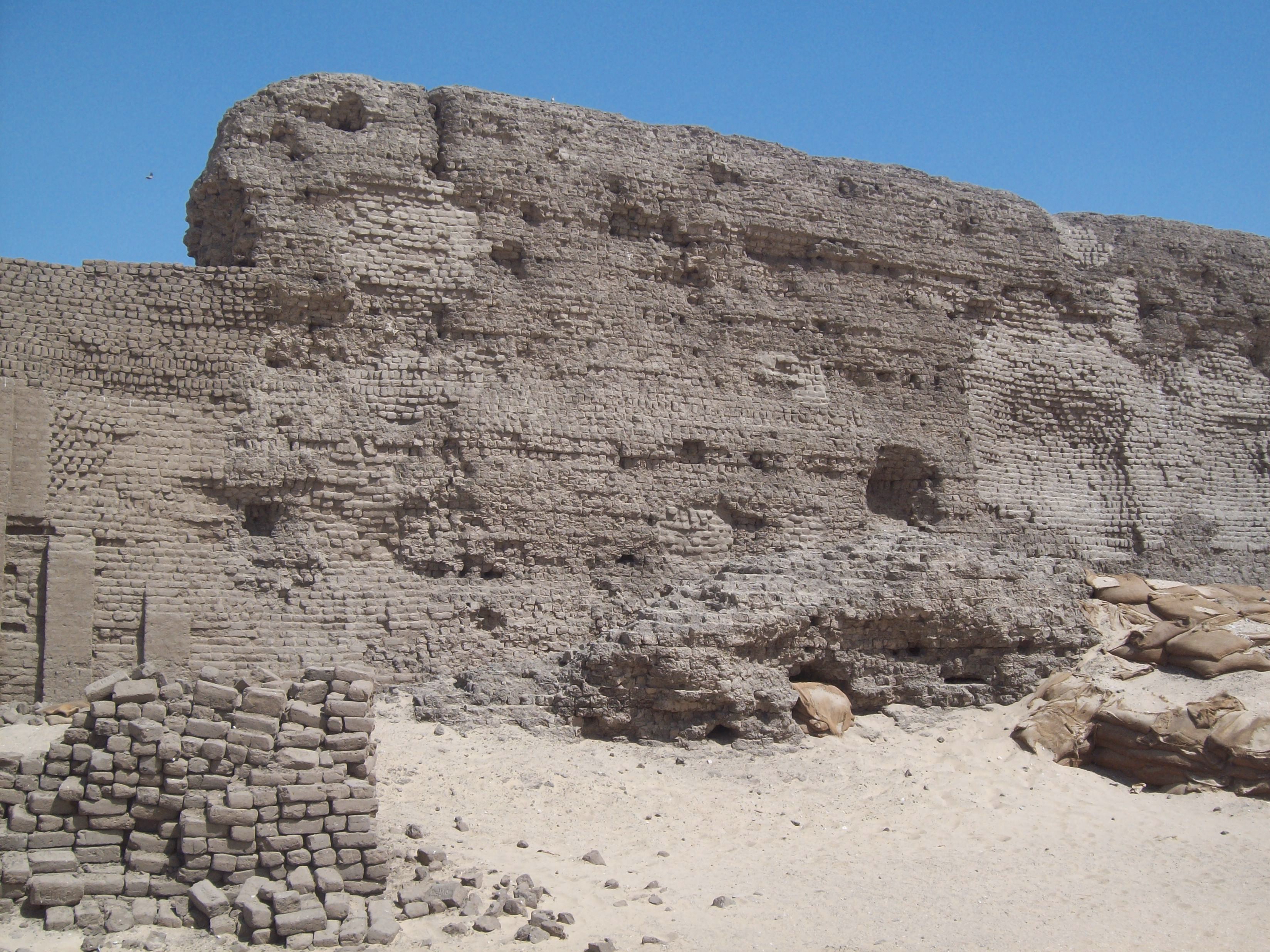
Muros Sur de Shunet El Zebib

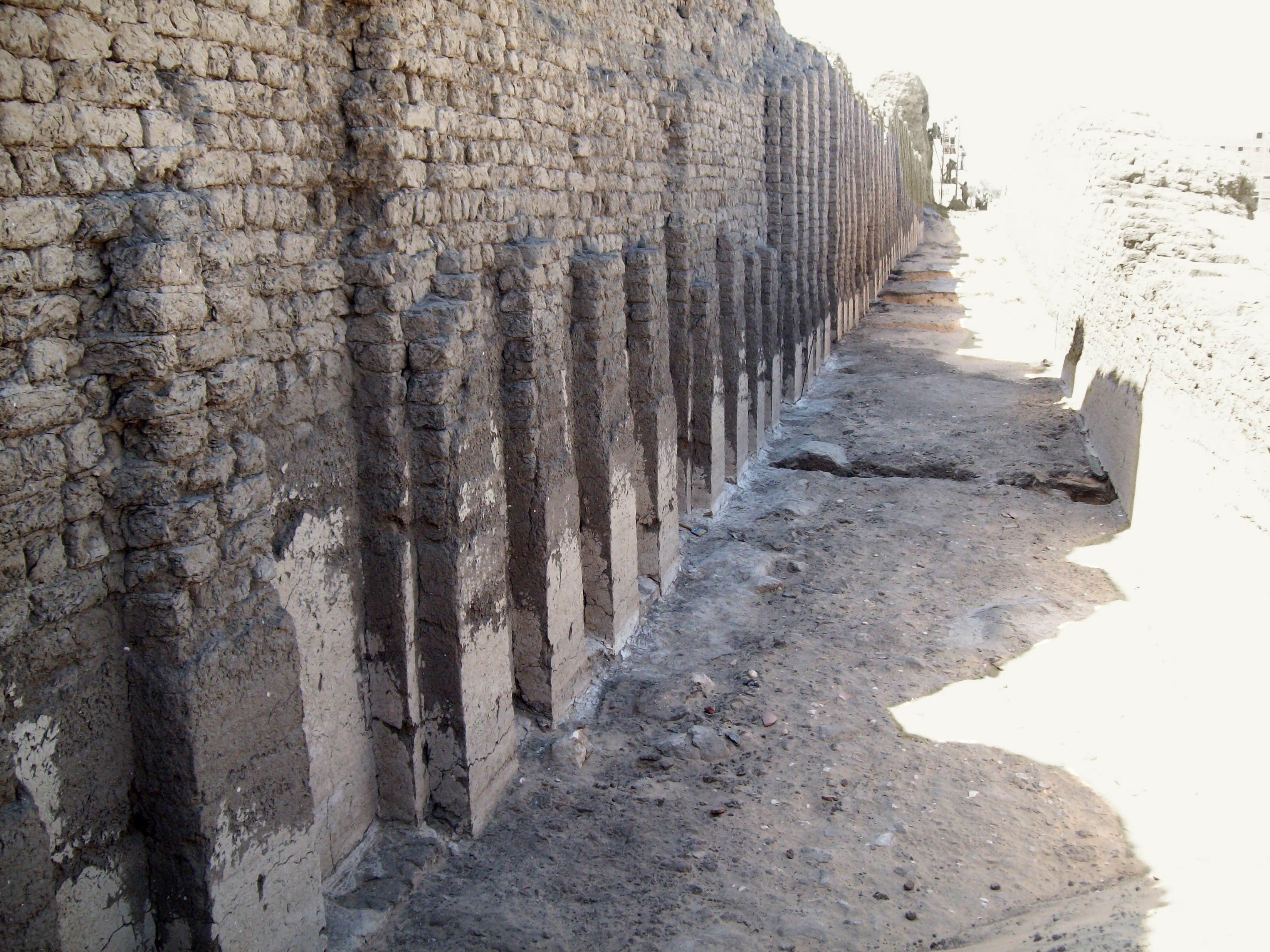
Muros norte con fachada de nicho bien conservada

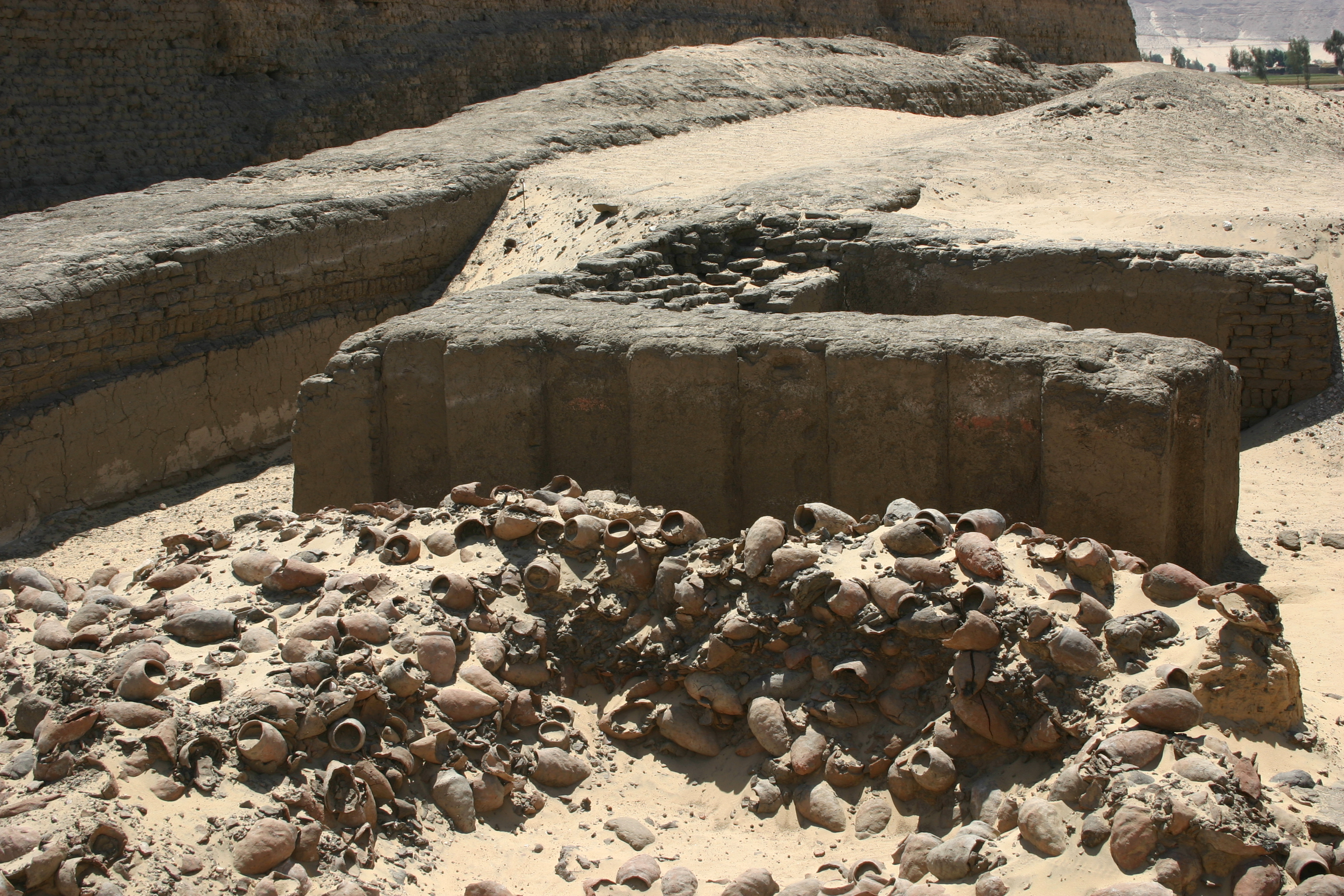
Recinto del Peribsen cerca del muro norte

Shunet El-Zebib (en árabe: شونة الزبيب‎) , literalmente "granero de pasas" o "almacén de pasas"), alternativamente llamado Shunet o Shuneh para abreviar, es el nombre de una gran estructura de adobe en Abidos en el sur de Egipto. El edificio data de la Segunda Dinastía (2700 a. C.) y fue construido por el antiguo  faraón Jasejemuy.

## Arquitectura
Shunet El-Zebib fue construido con ladrillos de barro sin cocer. Consiste en dos muros rectangulares macizos que se anidan entre sí. El eje longitudinal de la instalación está alineado de noreste a suroeste. La pared exterior mide 137 × 77 m, es de aproximadamente 5,5 m de espesor y 12 de alto. El recinto interior mide 123×56 m, es de aproximadamente 2,6 m de espesor y 8 de alto. En medio hay una distancia de aproximadamente 1,4 y 3,3 m, lo que se debe al hecho de que el recinto interior se creó con un ligero ángulo. En total, la planta ocupa una superficie de unos 10500 m². La fachada exterior del muro exterior tiene nichos, originalmente enlucidos de blanco, imitando una fachada de palacio real. El complejo tiene dos portales de entrada principales, uno cerca de la esquina este y el otro cerca de la esquina norte. Ambos portales alguna vez consistieron en enormes marcos de puertas de granito rojo. No se sabe de qué podrían haber sido hechas las hojas de la puerta. La puerta norte incluso tenía una especie de vestíbulo de entrada que constaba de dos habitaciones. El vestíbulo mide alrededor de 6,8 × 3,4 m, la habitación principal sobre 7.8 × 3.4 metros. El portal este es notablemente más pequeño y hay evidencia de que la puerta este fue tapiada más tarde y era solo una llamada puerta ficticia.
El interior consta de un gran y espacioso patio que ahora está completamente vacío; se desconoce si allí se ubicaron edificios importantes como templos o santuarios. En 1988, el egiptólogo australiano  David O'Connor descubrió un afloramiento cuadrado y plano de piedra caliza fina que originalmente estaba rematado por cuatro escalones de adobe en forma de escalera. La estructura escalonada se asienta directamente en el centro del patio, y ya no se puede determinar su propósito real. El único edificio de culto que podría probarse arqueológicamente con certeza es una capilla, o santuario de culto, cerca de la esquina este del patio. Las ruinas también están hechas de ladrillos de barro sin cocer.
En la puerta interior sur, se pueden encontrar los cimientos y los restos del muro de un edificio, cuya arquitectura se asienta a lo largo del interior del muro sur. Probablemente era una casa real, que contenía al menos cuatro cámaras. En las ruinas se descubrieron tapas de jarras hechas de arcilla y marga, con inscripciones de sellos estampadas en ellas. Las inscripciones dan los nombres Serech de los reyes Peribsen, Sechemib, Chazehemui y Netjerichet, así como los nombres de altos funcionarios y sacerdotes de la época del rey Djoser.
Cerca del muro noroeste, se descubrieron 14 pozos para botes en el exterior, apuntando hacia afuera del muro pero alineados a lo largo del curso del muro. Las tumbas de los barcos tienen entre 20 y 30 metros cada una de largo y construidos con adobes, sus contornos imitan la forma de botes. Los barcos reales enterrados ritualmente en él tienen entre 16 y 18 metros de largo, alrededor de 3 m de ancho y entre 60 y 90 cm de profundidad. Están hechos de madera de tamarisco y sus tablas han sido unidas con juntas de mortaja y espiga y cuerdas finas de fibra de palma. Los espacios entre los tablones se sellaron con resina de árbol y cañas, los residuos de pigmentos blancos y amarillos en los tablones y tacos indican que los barcos fueron pintados originalmente. Incluso podrían estar en condiciones de circular. Huecos semicirculares a lo largo de la barandilla identifican los botes como botes de remos, pero no se encontraron remos.  No está claro si las tumbas de los barcos pertenecen realmente a Shunet, o más bien a un recinto anónimo de primera clase. Dinastía hacia el 60 m al noroeste de ella. Su dueño no ha sido identificado.

## Historia

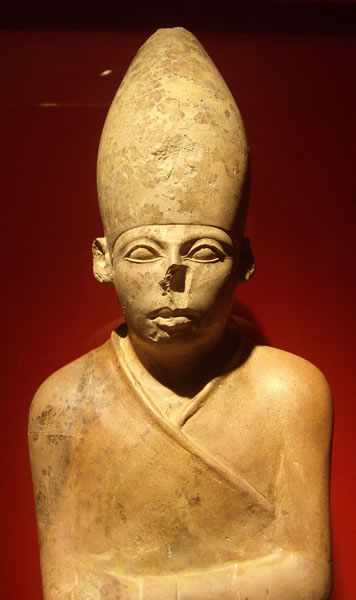
Rey Jasejemuy (estatua sentada de Hierakonpolis)

Shunet El-Zebib fue abandonado durante la Dinastía II alrededor del 2700 a. Fundado por el Rey (Faraón) Jasejemuy y, según la doctrina actual fue el último gobernante de lesta segunda dinastía. Shunet El-Zebib era el llamado distrito del valle real, un distrito de culto en forma de una réplica modelo del palacio real junto con capillas, altares de sacrificio y santuarios de estatuas. En la zona de culto se conmemoraba al rey fallecido y se honraba su nombre. Los antiguos egipcios llamaban a tales áreas de culto Hut-Ka, o “Casa del Ka” (Casa del Alma). La Casa del Ka representa el antecesor religioso y arquitectónico del posterior templo del valle. Como era habitual en el período dinástico temprano, cada gobernante dinástico temprano tenía una tumba mastaba y un distrito del valle cercano (pero ambos separados). Debido a que Jasejemuy y uno de sus predecesores, el rey Peribsen, poseían cada uno una mastaba y un distrito del valle cerca de Abidos, algunos egiptólogos creen que Jasejemuy puede haber descendido de un linaje real originario de Abidos y perteneciente a la llamada dinastía Thinis. Sin embargo, no está claro cuánto duró el culto a la muerte y devoción que rodeaba a Jasejemuy y cuánto tiempo estuvo en funcionamiento la planta.
Durante el Tercer Período Intermedio, en el período tardío, Shunet El-Zebib había sido utilizado como lugar de enterramiento ritual para entierros de animales. Numerosas vasijas de arcilla que contienen los huesos de varios animales todavía se están excavando en la esquina sur. Se conservan especialmente las momias de ibis, gansos y chacales. Durante el Período Tardío, floreció un culto de ibis distinto en Abidos.
Las excavaciones cerca del muro este han descubierto los restos de un asentamiento cristiano primitivo. Aparentemente, monjes de la antigüedad tardía alrededor del 400 d. C.una pequeña comunidad monástica establecida en Shuneh. Varias habitaciones habían sido excavadas en la pared este y enyesadas, los pisos estaban pavimentados con piedra caliza. Los nichos vivos habían dañado gravemente la mampostería. Se desconoce cuánto tiempo vivieron y trabajaron los monjes en el complejo.
El distrito del valle de Khazehemui ahora se conoce con el nombre árabe Shunet El-Zebib, que significa "granero de pasas". No está claro cómo surgió exactamente este nombre. Ya bajo Napoleón Bonaparte alrededor de 1806, el complejo fue llamado por los lugareños. Sin embargo, los registros contemporáneos no revelan por qué los lugareños hablaron de un "granero de pasas" o que alguna vez usaron la instalación como tal. "Shunet El-Zebib" es posiblemente una modificación moderna del antiguo nombre Shunet pa-Hib, que se traduce como "campamento de ibis". Este nombre más antiguo se debe sin duda a las numerosas momias de ibis que se encuentran cerca de la entrada sur. También hubo especulaciones bajo Napoleón de que Shunet El-Zebib, como el recinto de Peribsen, podría haber sido utilizado más tarde como un fuerte militar debido a los enormes muros, que más tarde le valieron al complejo el apodo de "Fuerte Medio". Hoy solo se llama así el recinto del Peribsen, este último está casi completamente destruido. Sin embargo, los hallazgos arqueológicos anteriores y la proximidad local al cementerio de Abydos hablan en contra de un uso militar de Shunet. Además, un fuerte con múltiples entradas no habría estado particularmente a salvo de un ataque.

## Arqueología

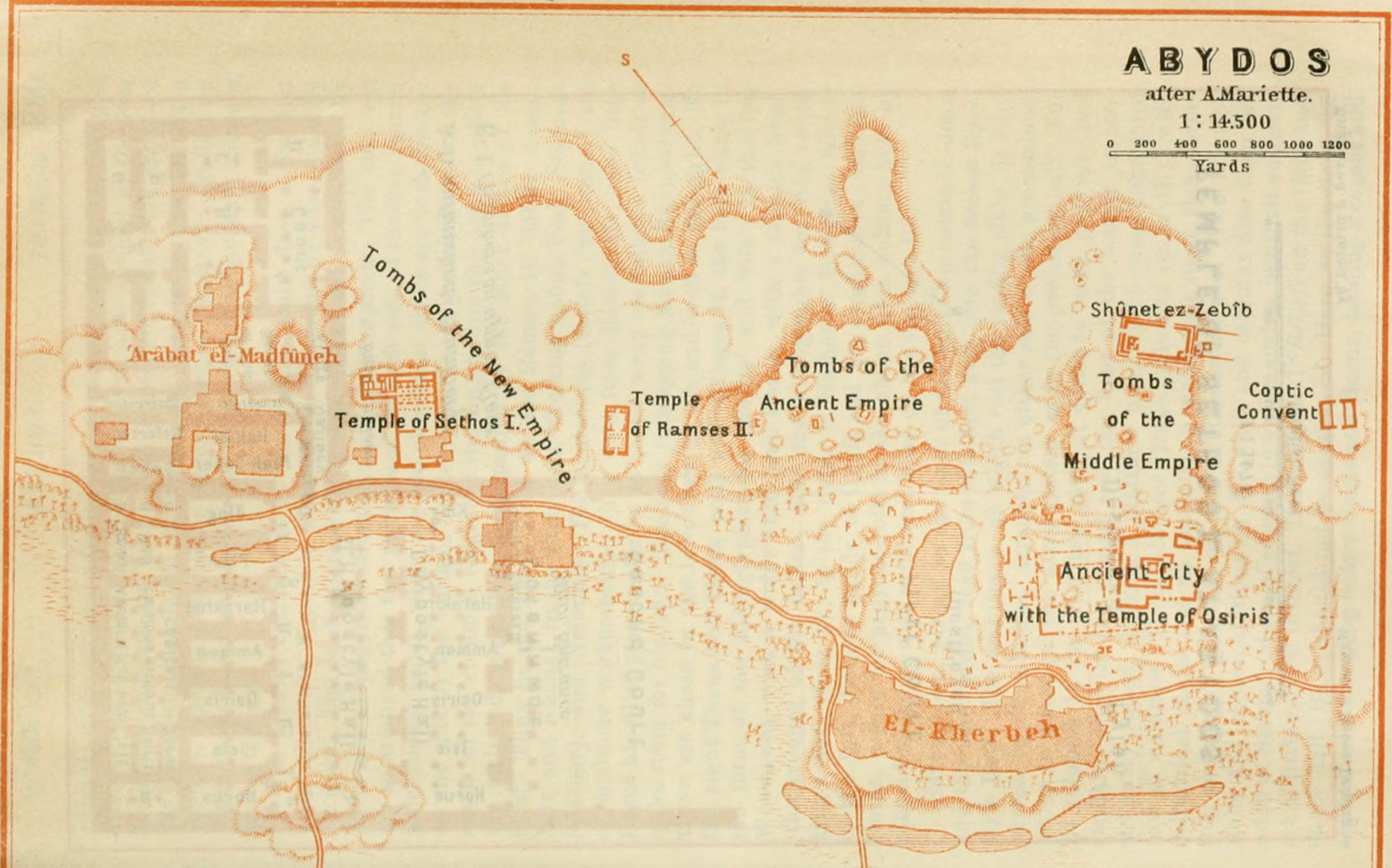
Mapa histórico de Abidos de 1914, el Shuneh está marcado en la esquina superior derecha.

El Shunet El-Zebib es de gran interés para arqueólogos, egiptólogos e historiadores, pero también para marchantes de arte y museos. Las primeras excavaciones fueron realizadas ya en 1834 por el coleccionista de arte griego Giovanni d'Athanasi, aunque su interés no era conservar la Shunet, sino únicamente encontrar y vender objetos de arte. Entre 1837 y 1857, varias estelas de diferentes épocas, pero principalmente del Primer Período Intermedio y posteriores, se ofrecieron a la venta en casas de subastas orientadas al arte en Londres y París. Las primeras excavaciones de orientación arqueológica comenzaron alrededor de 1880 por el egiptólogo francés François Auguste Ferdinand Mariette, que terminó alrededor de 1899 por el momento y dejó a su colega y sucesor Émile Amélineau. Sin embargo, el trabajo de ambos investigadores fue solo superficial, especialmente porque no eran arqueólogos capacitados y profesionales, pero sus hallazgos de sellos de arcilla y fragmentos de estatuas pudieron identificar al rey Khazehemui como el constructor original.
Excavaciones más modernas realizadas en 1991 y 2002 por David O'Connor se centraron en el santuario de culto y el montículo escalonado en el centro del sitio. Sorprendentemente, se descubrieron rastros de residuos de incienso en el santuario de la capilla de culto, lo que demuestra que se utilizó activamente después de su finalización. También se aseguraron otros materiales orgánicos, por lo que también hubo sacrificios. También sorprendió el hallazgo de herramientas abandonadas a propósito cerca de la colina del paso, aunque aparentemente completadas. El entierro ritual de herramientas cerca de los lugares de culto ha sido documentado desde tiempos predinásticos.
El Instituto de Bellas Artes de la Universidad de Nueva York en la ciudad de Nueva York dirigió y patrocinó varias campañas de excavación, restauración y preservación entre 2002 y 2007, centrándose en los muros del recinto. Están gravemente dañados y en grave peligro de derrumbarse en algunos lugares. Además de estar a la intemperie y abandonado, la mayor parte del daño proviene del avispón oriental nativo (Vespa orientalis). Sus trabajadores cavan túneles profundos en las paredes para construir nidos, ahuecándolos y rompiendo los ladrillos. Lobos africanos (Canis lupaster) causan daños adicionales. Estudian las excavadoras detenidamente, esperan a que los trabajadores se alejen y luego hurgan en busca de ratones y lagartos asustados. La base está particularmente dañada por la excavación. El trabajo de restauración, dirigido por Matthew Douglas Adams    y David O'Connor, se centra en eliminar los nidos de avispas y tapar los huecos y agujeros en las paredes. Ya se han fabricado e instalado unos 250.000 nuevos ladrillos de arcilla y, mientras tanto, se ha reconstruido el portal de entrada sur.
Debido a la sorprendente similitud arquitectónica y de diseño entre Shunet El-Zebib y el complejo piramidal del rey Djoser (presunto fundador de la 3.ª Dinastía), los arqueólogos y egiptólogos consideran que  Shuneh con la colina escalonada en el patio central es un precursor directo del complejo de la pirámide escalonada.

## Literatura
- Toby AH Wilkinson: Egipto dinástico temprano. Routledge, Londres 2002, ISBN 1-134-66420-6.
- Matthew Douglas Adams, David O'Connor: The Shunet El Zebib en Abydos: conservación arquitectónica en uno de los monumentos reales conservados más antiguos de Egipto. En: Sue D'Auria: Ofrendas al ojo discernidor: una mezcla egiptológica en honor a Jack A. Josephson (= Cultura e historia del antiguo Cercano Oriente). Volumen 38). Brill, Leiden 2010, ISBN 978-90-04-17874-8.
- Ian Shaw: La historia de Oxford del antiguo Egipto. Open University Press, Oxford (Reino Unido) 2000, ISBN 0-19-815034-2.
- Laurel D. Bestock, El desarrollo del culto funerario real en Abydos: dos recintos funerarios del reinado de Aha. Harrassowitz, Wiesbaden 2009, ISBN 978-3-447-05838-4.

## Desgloses
1. ↑  Laurel D. Bestock: The Development of Royal Funerary Cult at Abydos... Wiesbaden 2009, S. 45 ff.
2. ↑  Sue D'Auria: Offerings to the Discerning Eye: An Egyptological Medley in Honor of Jack A. Josephson. Brill, Leiden 2010, ISBN 978-90-04-17874-8, S. 3.
3. 1 2 3 4 5  M. D. Adams, D. O'Connor: The Shunet El Zebib at Abydos... Leiden 2010, S. 1–7.
4. 1 2 3 4  Ian Shaw: The Oxford History of Ancient Egypt. Oxford (UK) 2000, S. 69–71.
5. 1 2 3 4  Matthew Adams: Conservation of King Khasekhemwy’s Funerary Cult Enclosure at Abydos. In: Bulletin of the American Research Center in Egypt. (JARCE) Nr. 200, Frühjahr 2012, Getty Research Institute, Kairo 2012, ISSN 0065-9991, S. 23–25 u. 29 (Volltext online).
6. ↑  Jochem Kahl: »Ra is my Lord«: Searching for the Rise of the Sun God at the Dawn of Egyptian History. Harrassowitz, Wiesbaden 2007, ISBN 978-3-447-05540-6, S. 33.
7. ↑  Toby Wilkinson: Early Dynastic Egypt. London 2002, S. 21 und 212.
8. 1 2 3 4  Toby A. H. Wilkinson: Early Dynastic Egypt. London 2002, S. 229 und 323.
9. ↑  Laurel D. Bestock: The Development of Royal Funerary Cult at Abydos.... Wiesbaden 2009, S. 46.
10. ↑  Laurel D. Bestock: The Development of Royal Funerary Cult at Abydos... Wiesbaden 2009, S. 46 und 52.
11. ↑  Laurel D. Bestock: The Development of Royal Funerary Cult at Abydos... Wiesbaden 2009, S. 53 und 54.

26.189431.9078Koordinaten: 26° 11′ 21,8″ N, 31° 54′ 28,1″ O
- Datos: Q7505051
- Multimedia: Shunet el-Zebib / Q7505051